# Polyrhachis bubala
Polyrhachis bubala är en myrart som beskrevs av Hermann Stitz 1925. Polyrhachis bubala ingår i släktet Polyrhachis och familjen myror. Inga underarter finns listade i Catalogue of Life.